# Запорожський 1-й козачий полк
1-й Запорізький Імператриці Катерини Великої полк Кубанського козачого війська
- Старшинство - 14 грудня 1788 року.
- Полкове свято - 30 серпня (12 вересня)    спільне з військом.

## Формування полку
14 січня 1788 року залишки Запорізьких козаків було об'єднано у Військо вірних козаків Чорноморських, а самі козаки були переселені на Кубань і Таманський півострів . 
19 квітня 1820 року до війська були зараховані переселені на Північний Кавказ українські козаки. Чорноморське військо було розділене на полкові округи, в тому числі і Єйський. 
Від Єйського округу 1 липня 1842 року був наказано виставляти три кінних полки (3-й, 6-й і 9-й) і три піших батальйони (за тими ж номерами). 4 березня 1859 року у зв'язку із загальним перетворенням козацьких військ на Кавказі, Єйський округ був зарахований до Кубанського козачого війська, а полки і батальйони названі також «Кубанського війська» без визначення «кінний» і «піший» зі збереженням наявних номерів. 
1 серпня 1870 року із 9-го полку і 3-го батальйону, з невеликими додаваннями від інших частин Кубанського козачого війська, був сформований один трьохкомплектний 10-й полк, названий Єйським. 24 червня 1882 року цей полк був переформований на три окремі полки зі збереженням першочерговим полком назви Ейський полк Кубанського козачого війська, два інших полки були визначені другочерговими і розпущені на пільгу. Тоді ж Єйський полк успадкував простий прапор, подарований ще 21 вересня 1831 роки 9-му полку, 2-й Єйский полк отримав прапор колишнього 3-го пішого батальйону, 3-му полку дістався прапор колишнього 6-го пішого батальйону. 24 травня 1894 року першочерговий Єйский полк отримав № 1, другочергові полки відповідно названі були 2-м і 3-м Єйськими полками (вони мобілізовувалися лише після оголошення війни). 
8 серпня 1910 року Єйский полк був перейменований в Запорізький, його вічним шефом була названа імператриця Катерина II. Таким чином повністю полк став іменуватися як 1-й Запорізький імператриці Катерини Великої полк Кубанського козачого війська.
Під час Першої світової війни Запорізький полк виділив кілька офіцерів і нижніх чинів на формування 3-го Зведено-Кубанського полку, цей полк носив неофіційне іменування Єйського. 
У Громадянську війну в Росії полк був відроджений в Добровольчій армії, з липня 1918 року входив до складу 1-ї кінної дивізії. На 5 жовтня 1919 року налічував 58 шабель і 2 кулемети. 

## Кампанії полку
Практично весь час свого існування Запорізький козачий полк перебував на Кавказі і брав участь у всіх військових діях, що трапилися там в XIX столітті. Це російсько-турецькі війни 1828-1829 і 1877-1878 років (в цю війну був мобілізований і 2-й Єйский полк), Східна війна і кампанії проти кавказьких горців. 
В революції 1905 року були мобілізовані другочерговві Єйські полки. 2-й Єйский полк брав участь в придушенні повстання селян в Курській губернії, однак частина козаків відмовилася воювати проти селян і була засуджена за невиконання наказу. Засуджених заслали до Сибіру. 

З 9 грудня 1914 по 5 січня 1915 складі 1-ї Кавказької козачої дивізії генерал-лейтенанта Баратова брав участь в Сарикамишской операції. 
После полудня, несмотря на искусную поддержку пулеметов и артиллерии, русский отряд все же не мог остановить наступления превосходных сил турок, пытавшихся охватить оборонявшегося, очистил В. Сарыкамыш и отошел в район железнодорожного вокзала Сарыкамыш, где и вел бой до вечера 13 декабря. В критический момент отхода, около полудня, подошел 1-й запорожский казачий полк, спешивший на выстрелы к Сарыкамышу рысью всюду, где только горная зимняя дорога это позволяла. Казаки, введя в бой свои пулеметы и бывшие с ними четыре конных орудия, подкрепили изнемогавший в неравной борьбе отряд Букретова.— Корсун Н. Сарыкамышская операция

## Командири полку

### 1-й полк
- 19.07.1875-11.04.1879 - військовий старшина (з 20.07.1877 підполковник) Черник Василь
- 31.10.1884-07.04.1894 - полковник Жуков Василь
- 07.04.1894 - 27.01.1899 полковник Бариш-Тищенко Петро
- 30.04.1899-30.11.1899 - полковник Милашевич Григорій
- 04.12.1899 - 08.11.1904 полковник Квіцинський Станіслав-Едуард
- 08.11.1904 - 05.01.1908 полковник Макаров, Павло
- 05.01.1908 - 13.05.1911 полковник Тург Заурбек
- 30.05.1911-28.02.1915 - полковник Кравченко Антон
- 30.04.1915-08.02.1916 - полковник Колесников Іван
- 08.02.1916-після 18.06.1917 - полковник Урчукін Флегонт

### 2-й (пільговий) полк
- 29.03.1881-18.03.1882 - підполковник Жуков Василь
- 28.03.1889-20.06.1890 - полковник Вишеславцев Микола
- хх.04.1907-29.08.1909 - військовий старшина Кравченко Антон
- 30.07.1914 - полковник Євсєєв Гавриїл

### 3-й (пільговий) полк
- 16.08.1914 - військовий старшина Поночовний Яків
- 1915-1916 - полковник Кротов Олександр

## Відзнаки полку
- Полковий Георгіївський штандарт з написом «За відзнаку при взятті фортеці Анапи 12-го червня 1828 року і за відзнаку в Турецьку війни 1877 і 1878 років», подарований 13 жовтня 1878 року 1-му Єйському полку.
- Полковий Георгіївський штандарт з написом «За відзнаку в Турецьку війни 1877 і 1878 років», подарований 6 січня 1879 года 2-му Єйському полку.
- Дванадцять Георгіївських срібних труб з написом «За взяття Карса 6-го листопада 1877 року», подарованих 13 жовтня 1878 року.
- Відзнаки на головні убори з написом «За відзнаку при підкоренні Західного Кавказу в 1864 році», подаровані 20 червня 1865 року[2].
- Білєва тасьма на комірі і обшлагах мундирів нижніх чинів, подарована 6 грудня 1908 року.